# 贡德兰
贡德兰（法語：Gondrin，法語發音：[ɡɔ̃dʁɛ̃]）是法国热尔省的一个市镇，属于孔东区。

## 地理
贡德兰（43°53'7"N, 0°14'13"E）面积34.76 平方千米，位于法国奧克西塔尼大區热尔省，该省份为法国西南部内陆省份，北起顺时针与洛特-加龙省、塔恩-加龙省、上加龙省、上比利牛斯省、大西洋比利牛斯省和朗德省接壤。
与贡德兰接壤的市镇（或旧市镇、城区）包括：库朗桑、拉加代尔、拉格罗莱迪热尔、洛拉厄、芒桑科姆、穆尚、罗克、巴伊斯河畔瓦朗斯。

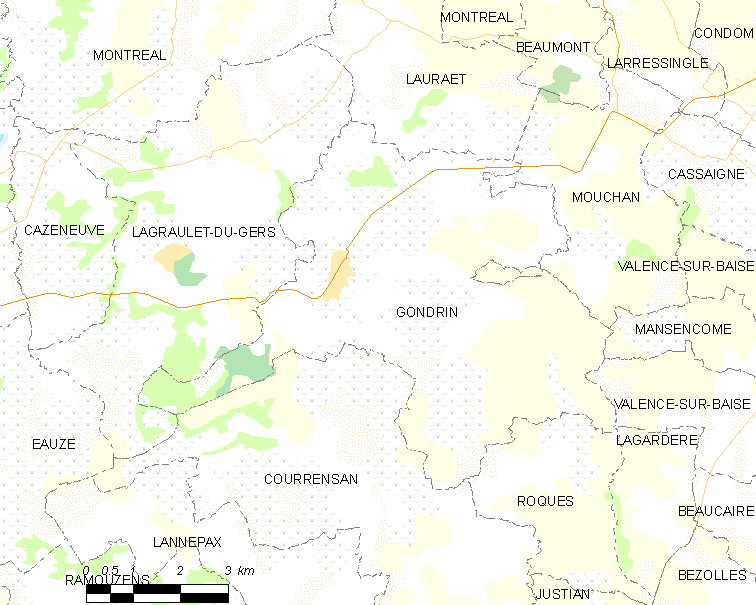
贡德兰的OSM定位图

贡德兰的时区为UTC+01:00、UTC+02:00（夏令时）。

## 行政
贡德兰的邮政编码为32330，INSEE市镇编码为32149。

## 政治
贡德兰所属的省级选区为阿马尼亚克-泰纳雷兹县。

## 人口

1962-2008年间贡德兰人口变化图示

贡德兰于2022年1月1日时的人口数量为1179人。